# Mosquée Hassan-II
Pour les articles homonymes, voir Hassan et Mosquée Hassan II (Libreville).

L'esplanade de la mosquée Hassan II.

La mosquée Hassan-II (arabe : مسجد الحسن الثاني) est une grande mosquée située à Casablanca (Maroc). Érigée en partie sur la mer, elle est un complexe religieux et culturel, aménagée sur neuf hectares et comporte une salle de prières, une salle d'ablutions, des bains, une école coranique (madrasa), une bibliothèque, un musée, et une Académie des arts traditionnels.
Autrefois gratuit, l'accès à l'esplanade de la mosquée Hassan II coûte 120 dirhams depuis novembre 2024.

## Historique
Elle est construite sous le règne et les directives du roi Hassan II. Planifiée sur le site de l'ancienne piscine municipale, sa construction a débuté le 12 juillet 1986 et son inauguration a eu lieu le 30 août 1993, après sept ans de travaux.
Étant donné que la mosquée se trouve au bord de l'océan Atlantique, les fondations ont nécessité 26 000 m3 de béton et 60 000 m3 d'enrochement afin de lutter contre les effets de la houle. Cependant, la stabilité des ouvrages de protection à la mer s'est révélée insuffisante et d'importants travaux de renforcement de l'endiguement sont en cours depuis octobre 2006. Soumise à de très fortes contraintes climatiques (houle, humidité, embruns), la mosquée Hassan-II a, en dépit d'un entretien constant, accusé des signes de vieillissement précoce dès 1998 (fissures, chute de panneaux de coffrage), a constaté l'Associated Press[réf. nécessaire]. La mosquée a été financée par l'État, une souscription nationale et divers financements d'accompagnement étrangers dont 80 millions de francs français. Le coût de la construction à la fin des travaux était de 3,8 milliards de dirhams.
Cet ouvrage exceptionnel, souvent critiqué lors de sa réalisation, a permis de relancer l'artisanat marocain sous toutes ses formes mais a également été à l'origine du "béton à hautes performances"  pour assurer la surélévation du minaret de 175 à 210 mètres. Gérée jusqu'en 2009 par l'Agence urbaine de Casablanca, elle dépend actuellement de la Fondation de la mosquée Hassan-II de Casablanca.

## Architecture et ornements
La mosquée Hassan-II est l'une des plus grandes mosquées au monde, la conception de ce projet a été confiée au cabinet d'architecture français dirigé par Michel Pinseau, lequel a mené à bien cette entreprise en étroite collaboration avec des artisans et ouvriers marocains, ainsi qu'avec la société française Bouygues. Ces efforts ont été entrepris sous les directives et orientations de Sa Majesté le Roi Hassan II. La maîtrise d'ouvrage a été assurée par l'ex-ministère de l'Intérieur Driss Basri. Pour l'édification du bâtiment contenant la salle de prière, le minaret et la madrasa, douze grues à tour de 220 t/m et huit grues mobiles ont été installées. Les structures de l'ensemble de la mosquée sont en béton armé habillé de décors issus de l'artisanat marocain. Les ressources humaines et techniques mobilisées pour ériger cet édifice colossal sont proportionnelles à son envergure. La concrétisation de la mosquée a exigé l'investissement de 50 millions d'heures de travail, impliquant le savoir-faire de plus de 11 000 cadres permanents. Parallèlement, cette entreprise a engendré la création de près de 80 000 emplois indirects,. Des artisans recrutés dans toutes les villes du royaume avaient sculpté 53 000 m2 de bois et assemblé plus de 10 000 m2 de zellige pour le lieu de culte. Pour la finition et les objets religieux, des artisans de tout le royaume ont contribué à couvrir plus de 53 000 m2 de bois sculpté et assemblé plus de 10 000 m2 de zellige représentant 80 motifs originaux. Le plâtre sculpté et peint, a été entièrement travaillé sur place par 1 500 maâlems sur plus de 67 000 m2. Les coupoles en bois de cèdre ont été fixées sur des charpentes réalisées avec 971 t d'acier inoxydable et suspendues à la structure en béton armé. Les revêtements de marbre et granit d'origine marocaine représentent 50 hectares de superficie avec une épaisseur moyenne de 14 cm. La mosquée est ornée de 124 fontaines et vasques en marbre. Les enceintes et les éclairages ont été conçus avec l'assistance de la société Philips. La mosquée est dotée "d'un rayon laser" indiquant la direction de La Mecque d'une portée de 30 kilomètres.

### Minaret
Pour la construction du minaret, une grue d'une hauteur record de 210 m a été mise en place. La mosquée possède un minaret d'une hauteur de 200 à 210 m,.

### La salle des prières
La salle des prières peut accueillir 25 000 fidèles d'une superficie totale de 20 000 m2 et l'esplanade 80 000 fidèles (l'ensemble complet peut accueillir 105 000 personnes),,. Sa superficie est de deux hectares, elle est composée de deux niveaux : le rez-de-chaussée divisé en trois nefs symétriques pour les hommes, elle est d'une capacité de 20 000 personnes et les mezzanines pour les femmes d'une superficie de 3 500 m2 et d'une capacité de 2 500 personnes chacune. Elle est surmontée d'une toiture mobile de 3 400 m2 et de 1 100 t, cette dernière est une structure métallique tridimensionnelle recouverte de bois de cèdre sculpté et peint, elle s'ouvre en 5 minutes grâce à un système de roulement à roues automotrices, elle permet (selon le vœu de feu roi Hassan II), de relier cet édifice à l'air, considéré comme l'un des quatre éléments bénéfiques à la vie (terre, eau, feu et air). Lorsque le toit est fermé, la salle des prières est éclairée par cinquante lustres et huit appliques vénitiens de Murano. Les plus imposants mesurent six mètres de diamètre, dix mètres de hauteur et pèsent 1 200 kg. La couverture de la toiture a nécessité la pose de 300 000 tuiles spécialement réalisées en fonte d'aluminium par les équipes du groupe Bouygues dirigés par Aldo Carbonaro (directeur du projet) et Abdelatif Haboubi (directeur du chantier), imitant la tuile traditionnelle en terre cuite vernissée de Fès, mais elles sont quatre fois plus légères. Ces tuiles ont apporté un gain de poids de 65 % par rapport aux tuiles traditionnelles de Fès avec des performances de fiabilité beaucoup plus élevées.
Cette salle est dotée d'un système électrique de chauffage au sol, au centre un cours d'eau artificiel qui a été réalisé grâce à un circuit d'eau fermé avec trois ouvertures dans le sol donnant sur la salle des ablutions qui se trouve au sous-sol. De part et d'autre de la nef centrale se trouvent deux colonnes en granit sur lesquelles est incrusté en écriture dorée l'arbre généalogique du roi Hassan II. Le mihrab est réalisé en marbre blanc de Carrare, en zellige et en plâtre, et le minbar est en acajou incrustée d'ivoire. Toutes les portes extérieures de la salle sont habillées de titane et laiton, elles sont au nombre de dix-huit.
- Vues intérieures de la mosquée

### La salle d'ablutions
Le wodzū doit être pratiqué obligatoirement par un musulman avant la prière. En général dans les mosquées, la salle d'ablutions sert d'endroit, où les fidèles peuvent se purifier avant d'entrer dans l'enceinte de la mosquée, le rite vise à purifier le corps et surtout l'âme, nullement à se laver.
La mosquée Hassan-II dispose d'une salle d'ablutions dont la superficie est de 4 800 m2, les lustres qui s'y trouvent sont en cuivre, fabriqués à Fès. C'est une salle décorée de zellige et de tadelakt, elle abrite quarante-et-un fontaines illustrant une fleur de lotus : trois fontaines sont grandes et imposantes, tandis que les trente-huit restantes sont petites avec une centaine de robinets sur la périphérie.

### Hammam
Le hammam de la mosquée Hassan-II est un bain maure décoré en zelliges, à l'intérieur duquel on trouve une piscine d'un mètre cinquante de profondeur, chauffée sous une immense voûte en tadelakt. Le hammam est constitué de trois salles : une salle quasiment froide voire légèrement tiède, une salle avec une température modérée et la dernière salle est très chaude, la température peut atteindre jusqu'à 47 °C, c'est aussi le point d'eau du bain[réf. nécessaire].

### L'école coranique
C'est un bâtiment hémisphérique à colonnades qui comprend les salles de classe, des salles de réunions et un appartement royal autour d'une cour intérieure.

### La médiathèque
La médiathèque ouvre ses portes en 2010 aménagée sur quatre étages, elle offre un grand choix d'ouvrages et de médias électroniques et est dotée d'un équipement moderne, un espace de travail idéal pour les jeunes et les adultes, les enfants ont aussi droit à un étage dédié avec un espace d'évènement où se succèdent chaque semaine conteurs, animateurs d'ateliers artistiques et éducateurs.
Au rez-de-chaussée, la médiathèque dispose aussi d'un espace d'expositions, ou sont régulièrement exposés des artistes locaux et étrangers et des collectifs d'artistes œuvrant à la promotion de l'art africain, l'art local ou la calligraphie arabe.

### Le musée de la mosquée Hassan II
Ce petit musée vient raconter l'histoire de la construction de la mosquée Hassan II en mettant à la lumière du jour ce patrimoine et savoir-faire artisanal ancestral, aménagé au rez de chaussée sur deux grands couloirs, elle comporte une collection de plaques de zellij, des morceaux de bois sculpté et bois peint, des murs en stuc taillé retraçant les étapes de ce savoir-faire, des spécimens de calligraphie arabe, une boutique de livres et souvenirs de la mosquée.

### L’académie des arts traditionnels
Fondée en 2012, l’académie des arts traditionnels vise à préserver le savoir-faire marocain en termes d'art traditionnel, elle offre 10 spécialités (Bois peint, bois sculpté, taille de pierre, taille du stuc, zellij, Calligraphie arabe, bijouterie, ferronnerie, tissage, maroquinerie).

### Stationnement
Le stationnement est situé sous l'esplanade de la Mosquée, il a une capacité de 1 000 places et est accessible par deux voies indépendants depuis le rond-point en surface.

## Récompenses et records
La mosquée a été classée première dans la liste des 10 plus belles mosquées du monde publiée par l’agence touristique Civitatis en 2022.
En 2014, elle a été classée quatrième plus belle mosquée du monde après la Mosquée al-Haram, la Mosquée du Prophète et la Mosquée Al-Aqsa, selon le site spécialisé « Wonder List ».
En 2013, le minaret de la mosquée est entré dans le Livre Guinness des records en tant que plus haut minaret du monde.
En 2015, la mosquée a été considérée comme l’une des meilleures mosquées au monde, aux côtés d'autres mosquées dans des pays arabes et islamiques, selon un classement du journal britannique Daily Mail.

## Galerie d'images

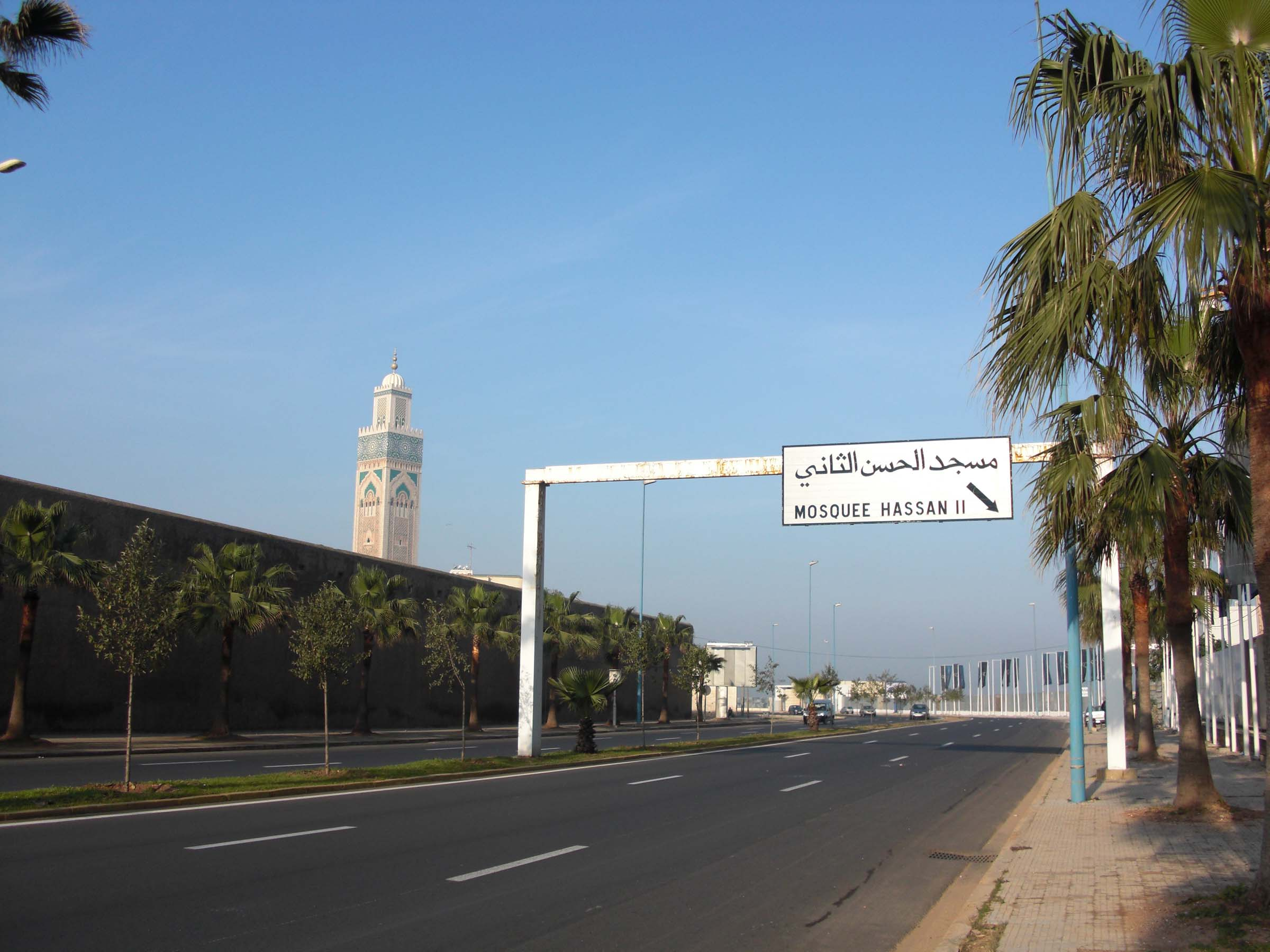
Le boulevard menant à la mosquée.
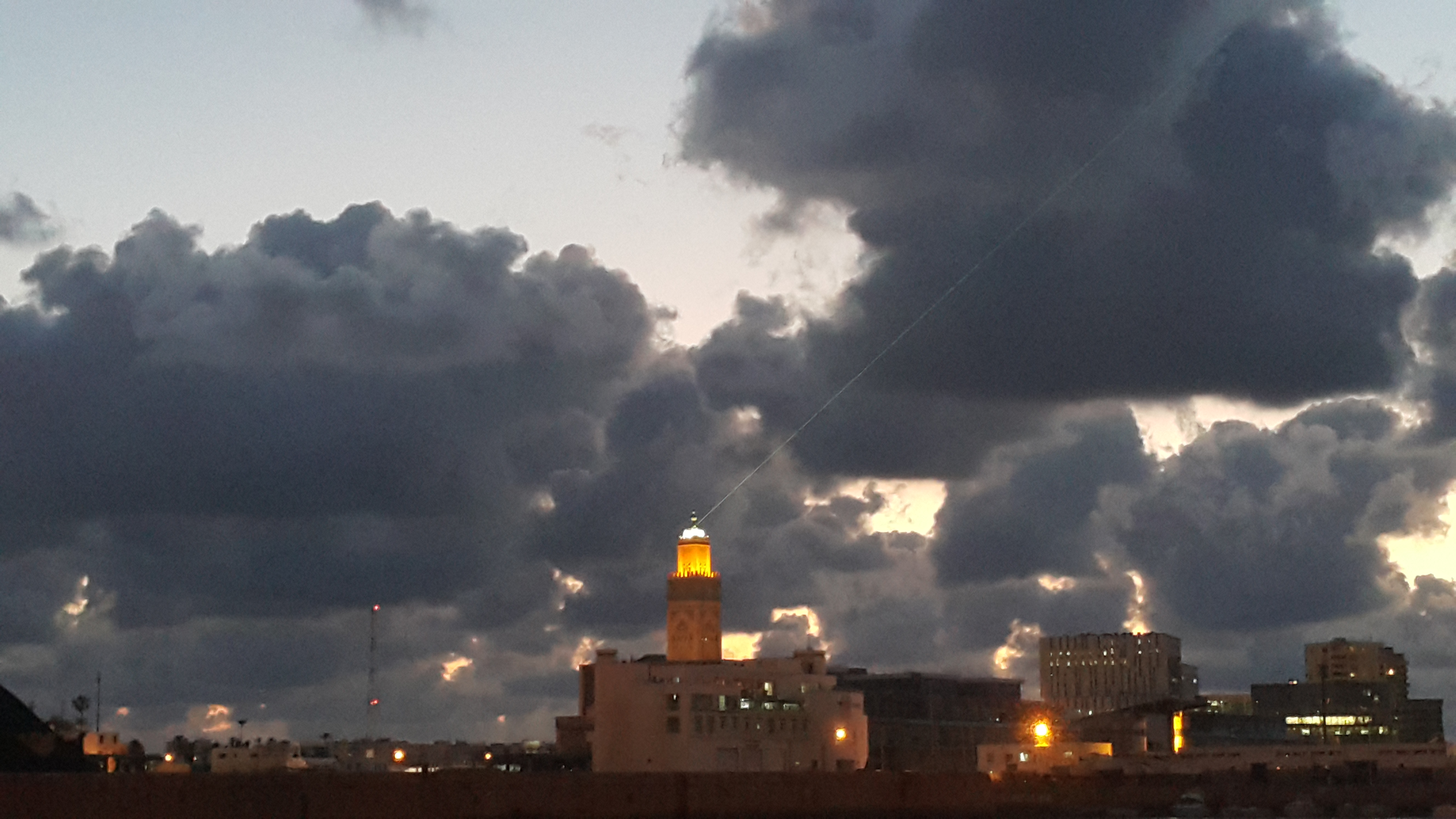
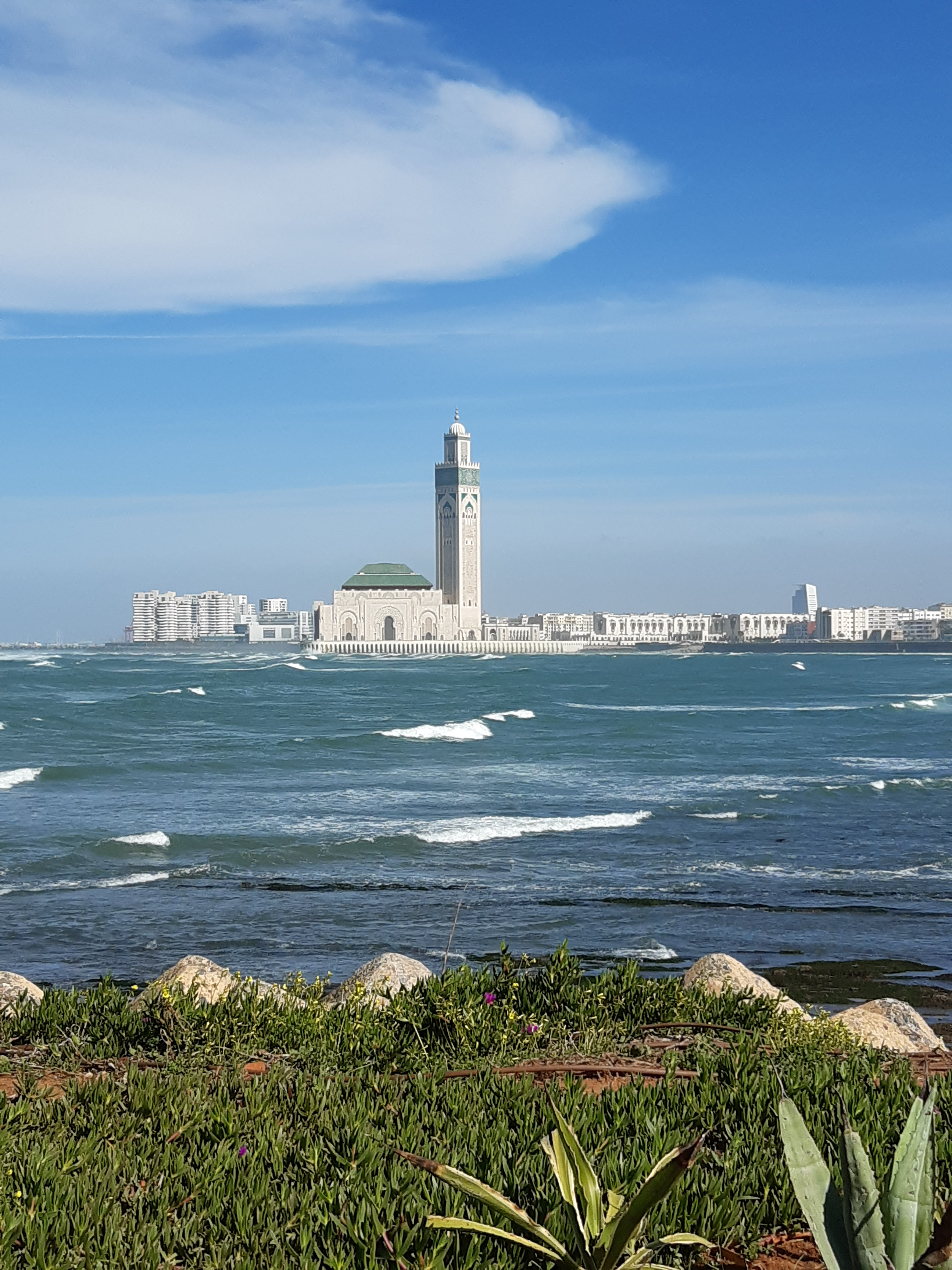